# Fabiano Joseph
Fabiano Joseph Naasi, född den 24 december 1985 i Babati, är en tanzanisk friidrottare som tävlar i medel- och långdistanslöpning.
Naasis genombrott kom vi junior-VM 2004 då han blev silvermedaljör på 10 000 meter och sexa på 5 000 meter. Vid Olympiska sommarspelen 2004 blev han tia på 10 000 meter. 
Han deltog även vid Samväldesspelen 2006 där han blev bronsmedaljör på 10 000 meter och slutade femma på 5 000 meter. Vid Olympiska sommarspelen 2008 var han i final på 10 000 meter och slutade där nia.
Han har även haft framgång i halvmaraton och vunnit VM 2005 och slutat tvåa både 2003 och 2004.

## Personliga rekord
- 5 000 meter - 13.12,76
- 10 000 meter - 27.19,72